# Centro di documentazione per la storia della Valpolicella
Il Centro di Documentazione per la Storia della Valpolicella è nato nel 1980 come una libera associazione culturale. Il Centro ha sede a Fumane (Verona), presso la biblioteca comunale.
Il Centro ha lo scopo di promuovere iniziative volte a favorire la ricerca e la conoscenza della storia nell'ambito del comprensorio della Valpolicella. Secondo il suo statuto, esso "effettua ricerche, forma un archivio che conserva, sistema e rende accessibile la documentazione di tali ricerche tradotte in schedari, fotografie, microfilm, diapositive, nonché pubblicazioni, tesi di laurea, memorie, articoli giornalistici, anche redatti da terzi non soci; allestisce mostre documentarie, promuove convegni, dibattiti, conferenze; cura pubblicazioni di fonti e/o ricerche di storia della Valpolicella; presta consulenze a singoli, enti e associazioni che intendessero promuovere iniziative culturali in tale settore".
Il Centro, oltre a coinvolgere i soci in prima persona, ha costituito occasioni di incontro con il mondo accademico, con docenti e discenti di varie università, con i singoli studiosi e liberi cultori, con varie amministrazioni pubbliche e associazioni locali, sempre nell'intento di approfondire la conoscenza della Valpolicella.
Nel corso di più di trent'anni di attività ha promosso una decina di convegni, realizzato una quarantina di volumi, tra cui ventotto numeri dell'Annuario storico della Valpolicella - di cui sono consultabili on line i volumi I-XXXX (1982-2014) -, quattro volumi che coprono l'arco della vicenda storica della Valpolicella dalla preistoria ai primi decenni del XVII secolo, un volume sulle tradizioni popolari, un altro sulle ville del comprensorio, la ristampa de La Valpolicella di Giuseppe Silvestri, oltreché volumi sulle singole realtà locali come Parona, Fumane, Dolcé, Marano, Negrar, Breonio, Sant'Ambrogio e Sant'Anna d'Alfaedo, questi ultimi in collaborazione con le singole amministrazioni comunali.
Le pubblicazioni del Centro di Documentazione per la Storia della Valpolicella possono essere considerate un significativo punto di riferimento per la conoscenza complessiva di questa plaga del territorio veronese.

## Pubblicazioni

### Monografie
- Luciano Salzani, Preistoria in Valpolicella, Verona, 1981, ISBN non esistente.
- Lanfranco Franzoni, La Valpolicella nell'età romana, Verona, 1982, ISBN non esistente.
- Giuseppe Franco Viviani, Ville della Valpolicella, Verona, 1983, ISBN non esistente.
- Giuseppe Silvestri, La Valpolicella, Verona, 1983, ISBN non esistente.
- Andrea Castagnetti, La Valpolicella dall'alto medioevo all'età comunale, Verona, 1984, ISBN non esistente.
- Gloria Maroso e Gian Maria Varanini (a cura di), Vite e vino nel medioevo da fonti veronesi e venete, Verona, 1984, ISBN non esistente.
- Gian Maria Varanini, La Valpolicella dal Duecento al Quattrocento, Verona, 1985, ISBN non esistente.
- Gian Maria Varanini (a cura di), La Valpolicella nella prima età moderna (1500 c.-1630), Verona, 1987, ISBN non esistente.
- Silvana Zanolli, Tradizioni popolari in Valpolicella: il ciclo dell’anno, Verona, 1990, ISBN non esistente.
- Gian Maria Varanini e Paolo Rigoli (a cura di), La caccia nel Medioevo da fonti veronesi e venete. Schede e materiali per una mostra, Verona, 990, ISBN non esistente.
- Grazia De Marchi e il Canzoniere Veronese, Balè, cantè, butele, (2 LP 33 1/3 rpm), Verona, 1990, ISBN non esistente.
- Nani Zangarini (a cura di), Annuario Storico della Valpolicella: indici 1982-1999, Verona, 2000, ISBN non esistente.
- Andrea Brugnoli (a cura di), e-ASValp. Edizione elettronica dell'Annuario Storico della Valpolicella, Verona, 2008, ISBN non esistente. CD-ROM allegato a «Annuario Storico della Valpolicella», 2007-2008[3]

### Annuario storico della Valpolicella
L'Annuario storico della Valpolicella è una miscellana di studi pubblicata con cadenza annuale dal 1982 e dedicata a studi storici su questa plaga del territorio veronese.
Il primo volume è uscito nel 1983, e la serie è stata rinnovata a partire dal 2000. Sono disponibili on line, tramite la piattaforma Verona Storia, i volumi a partire dal numero I del 1982-1983 al volume XXX del 2013-2014.
Nel corso del tempo l'Annuario storico della Valpolicella si è strutturato in due sezioni: Laboratorio, dedicata a studi originali sulla storia della Valpolicella, e Osservatorio, dedicata alla segnalazione di avvenimenti o pubblicazioni sempre inerenti a questo territorio.

### Collana Annuario Storico della Valpolicella. Convegni
La collana «Annuario Storico della Valpolicella. Convegni» propone in forma editoriale autonoma atti di convegni ospitati nella rivista «Annuario Storico della Valpolicella». Pur iniziando formalmente solo con il sesto numero, si sono volute ricollegare a questo le precedenti pubblicazioni del Centro di Documentazione per la Storia della Valpolicella che hanno avuto le stesse caratteristiche.
- La Valpolicella nell’età romana, atti del Convegno, San Pietro in Cariano 27/11/1982, «Annuario Storico della Valpolicella», 1983-1984), Verona, 1984, ISBN non esistente.
- Atti del primo convegno archeologico sulla Valdadige meridionale, Volargne (Dolcé) 13 ottobre 1985, «Annuario Storico della Valpolicella», 1985-1986, Verona, 1986, ISBN non esistente.
- Alberto Broglio e Mauro Cremaschi (a cura di), Studi sulla Grotta di Fumane, «Annuario Storico della Valpolicella», 1998-1999), Verona, 1999, ISBN non esistente.
- Andrea Brugnoli (a cura di), Stefano De Stefani pioniere della ricerca preistorica veronese. Le ricerche sui Monti Lessini e in Valpolicella, Fumane 26 maggio 2001, atti del Convegno, «Annuario Storico della Valpolicella», XVIII, 2001-2002, Verona, 2002, ISBN non esistente.[5]
- Alfredo Buonopane e Andrea Brugnoli (a cura di), La Valpolicella in età romana, Verona 11 maggio 2002, atti del Convegno, «Annuario Storico della Valpolicella», XIX, 2002-2003), Verona, 2003, ISBN non esistente.[6]
- Andrea Brugnoli (a cura di), Gaetano Pellegrini geologo, agronomo e paletnologo nell’Ottocento veronese, atti del Convegno, Fumane 14 maggio 2005, «Annuario Storico della Valpolicella», XXII, 2005-2006), Verona, 2006, ISBN non esistente.[7]

### Collana Annuario Storico della Valpolicella. Archivio
La collana «Annuario Storico della Valpolicella. Archivio» propone in forma editoriale autonoma edizioni di fonti storiche ospitate nella rivista «Annuario Storico della Valpolicella».
- Luca Sandini, Il quaternio di imbreviature di Ognibene da Fumane notaio in Castelrotto (1340-1341), collana («Annuario Storico della Valpolicella», XX, 2003-2004), Verona, 2004, ISBN non esistente.[8]
- Benedetto Del Bene, Giornale di memorie, a cura di Andrea Brugnoli, collana («Annuario Storico della Valpolicella», XXXII, 2014-2015), Verona, 2015, ISBN 978-88-6947-126-1.

### Cataloghi di mostre
- Gloria Maroso, Vite e vino nel medioevo da fonti veronesi e venete, a cura di Gian Maria Varanini, Verona, 1984, ISBN non esistente.
- Gian Maria Varanini e Paolo Rigoli, La caccia nel Medioevo da fonti veronesi e venete. Schede e materiali per una mostra, Verona, 1990, ISBN non esistente.

### Opere in collaborazione
Oltre alle opere edite in proprio il Centro di Documentazione per la Storia della Valpolicella ha curato per conto e in collaborazione con amministrazioni e associazioni locali la realizzazione di monografie su singoli territori comunali o su aspetti specifici della loro storia.
- Pierpaolo Brugnoli, Invito a Molina, a cura di Giovanni Viviani, Verona, 1982, ISBN non esistente.
- Giovanni Viviani, Il villaggio protostorico di Castelrotto, a cura di Luciano Salzani, Verona, 1985, ISBN non esistente.
- Pierpaolo Brugnoli, Parona: storia di una comunità, a cura di Renzo Nicolis e Giovanni Viviani, Verona, 1988, ISBN non esistente.
- Giovanni Viviani (a cura di), Negrar. Un filo di storia, Verona, 1991, ISBN non esistente.
- Pierpaolo Brugnoli (a cura di), Fumane e le sue comunità, I, Cavalo Mazzurega Fumane, Verona, 1990, ISBN non esistente.
- Giovanni Viviani (a cura di), Fumane e le sue comunità, II, Breonio Molina, Verona, 1999, ISBN non esistente.
- Pierpaolo Brugnoli (a cura di), Dolcé e il suo territorio, Verona, 1999, ISBN non esistente.
- Pierpaolo Brugnoli, Marano di Valpolicella, a cura di Gian Maria Varanini, Verona, 1999, ISBN non esistente.
- Pierpaolo Brugnoli e et alii, Marmi e lapicidi di Sant’Ambrogio in Valpolicella dall’età romana all’età napoleonica, Verona, 1999, ISBN non esistente.
- Pierpaolo Brugnoli, Massimo Donisi e et alii, Sant’Ambrogio di Valpolicella e i suoi marmi. Dall’artigianato all’industria (secoli XIX-XX), Verona, 2003, ISBN non esistente.
- Rostro, Carlo, Katia, Obice, Lorenza e altri. Protagonisti ed episodi della Resistenza fumanese, in (1 videocassetta), Verona, 2003, ISBN non esistente.
- Carla Bettei, E noi ancora, note storiche e dichiarative di Pierpaolo Brugnoli, postfazione di Lorenzo Rocca, Verona, 2005, ISBN non esistente.
- Andrea Brugnoli, Sant’Anna d’Alfaedo, a cura di Pierpaolo Brugnoli, Verona, 2007, ISBN non esistente.
- Pierpaolo Brugnoli (a cura di), San Pietro in Cariano ieri e oggi, Verona, 2009, ISBN non esistente.